# مضاد كلور
مضاد كلور هو مادة تضاف إلى الوسط لإزالة الزيادة من الكلور، وذلك لمنع التفاعلات والأضرار التي تصيب المواد التي تم تبييضها. من الأمثلة النمطية عليه بيكبريتيت الصوديوم. 